# Merosargus mirabilis
Merosargus mirabilis är en tvåvingeart som beskrevs av James 1971. Merosargus mirabilis ingår i släktet Merosargus och familjen vapenflugor.
Artens utbredningsområde är Guatemala. Inga underarter finns listade i Catalogue of Life.